# Diadegma hiraii
Diadegma hiraii là một loài tò vò trong họ Ichneumonidae.